# Дарьжавын Лосол
Дарьжавын Лосол (монг. Дарьжавын Лосол; Дарьзавын Лосол; 1898—1940) — монгольский революционер, государственный и партийный деятель Монгольской народной республики. Репрессирован в СССР, реабилитирован посмертно.

## Биография
Лосол родился в 1898 году в хошуне Дашцэрэна Сэцэн-ханского аймака (ныне сомон Батноров аймака Хэнтий) Внешней Монголии. В 9 лет был отдан в местный монастырь; в 12 лет был переведён в столичный монастырь Гандантэгченлин, где обучался ещё в течение 6 лет. В 1908 году Лосол ездил в Пекин, в России посетил Бурятию, Петроград и Москву.
В 1918 году состоял войсковым ламой при пограничных подразделениях Манлай-вана Дамдинсурэна. В конце 1919 года, после занятия Урги китайцами, Лосол совместно с Д.Бодоо, С.Жамъяном, Д.Чагдаржавом вошёл в новообразованную тайную антикитайскую группу «Восточное хурэ». 1 августа 1920 года вместе с Сухэ-Батором и Догсомом впервые отправился в РСФСР с просьбой о помощи. 1 марта 1921 года принял участие в I Съезде МНП, где был избран одним из членов ЦК партии. Во вновь образованном Народном правительстве занял пост начальника отдела Министерства финансов, и впоследствии возглавил его. С 1921 по конец 1922 года продолжал служить войсковым ламой, однако уже в 1923 году официально и окончательно снял с себя сан ламы.
В декабре 1922 года на I Съезде Дальневосточного революционного комитета входил в состав монгольской делегации. В 1923—1924 годах заведовал военной медициной, в марте 1924 года вновь избран в ЦК МНРП. В 1925—1928, 1934—1939 годах возглавлял центральную контролирующую комиссию МНРП. В 1928 году представлял МНРП на VI Конгрессе Коминтерна. В 1928—1934 годах — заместитель начальника Банка Монголии. В 1937—1939 годах — вице-председатель Малого государственного хурала МНР.
7 декабря 1939 года был внезапно уволен и назначен руководить работой по переселению кочевого населения сомона Хунт Восточного аймака в пределы госграницы, однако самолёт, на который сел Лосол, чтобы вылететь на место, улетел в Читу. Оттуда Лосол вместе с другими репрессированными был переправлен в Москву, где был обвинён в контрреволюционной деятельности и шпионаже в пользу Японской империи, и в 1940 году расстрелян.
В 1962 году Лосол был оправдан по результатам деятельности реабилитационной комиссии. Сын Лосола, архитектор Л. Улзийхишиг, был одним из создателей мемориала в честь советских воинов на Зайсан-толгое.